# Trabacúa
Trabacúa es un puerto de montaña situado en el término municipal de Mallavia, en la provincia de Vizcaya (País Vasco, España) y que cuenta con una altitud de 405 metros sobre el nivel del mar. 

## Toponimia
El nombre Trabacúa significa en euskera vizcaíno "el que estorba" y su origen se remonta (según referencias orales antiguas) al mote impuesto al propietario de una venta existente en el lugar por el propietario de otra venta cercana y que competía por el logro de clientela entre los arrieros que pasaban por la carretera que unía la costa de Ondárroa con la capital, Bilbao. El propietario de la venta de Trabacúa denominaba, a su vez, orrezbengo a su competidor (en euskera vizcaíno "si no estuvieses ahí"..) en referencia al estorbo que suponía para su negocio la presencia de otra venta cercana. 
El nombre original del puerto, hasta principios del siglo XX, fue Arraizgane o alto de Arraiz, en referencia al caserío del mismo nombre situado en la carretera BI-633 que une la villa de Marquina-Jeméin con la anteiglesia de Bérriz.

## Ubicación y accesos
Situado en la ladera Este del monte Oiz (1028 m), cuenta con dos restaurantes y un [agroturismo] y puede accederse a ellos desde las localidades de Ermua a través de la BI-2301,desde Mallavia por la BI-3302 y desde Marquina-Jeméin y Bérriz a través de la BI-633. Junto a estos establecimientos hosteleros puede admirarse la escultura de Mikel Angel Lertxundi denominada "equilibrio, por la senda de la naturaleza" (1993) y la presencia de pintorescos caseríos, baserris, típicos de la arquitectura popular de la zona.